# Paul Gurran
Paul Gurran (Alt Zauche, 11 gennaio 1893 – 22 febbraio 1944) è stato un generale tedesco della Wehrmacht durante la seconda guerra mondiale.

## Biografia
Gurran prestò servizio come ufficiale durante la prima guerra mondiale. Nel corso della seconda guerra mondiale, fu comandante della 23ª divisione di fanteria dal 1º settembre 1943 al 22 febbraio 1944. Durante quel periodo convulso, la sua divisione ebbe notevoli defezioni, ma Gurran rifiutò si rifiutò i denunciare il suo sottufficiale di riferimento, Axel von dem Bussche, il quale pure aveva manifestato la netta opposizione a Hitler.
Il ruolo di Gurran nella seconda guerra mondiale e le circostanze della sua morte rimangono ancora oggi molto controverse. Di lui si sa che morì improvvisamente in un ospedale sul fronte occidentale.
Gurran era sposato con Irmgard Begrich, cugina dei teologi Joachim Begrich e Martin Begrich. Da questo matrimonio nacquero i figli Friedrich Wilhelm e Karl-Heinz. Dopo la guerra, Irmgard Begrich, probabilmente per paura di rappresaglie da parte dei sovietici, uccise i figli e si tolse la vita.